# Csecsenföld zászlaja

## Leírása
A zöld az iszlám színe, a vörös a függetlenségi harc során kiontott vért jelképezi, a fehér csíkok pedig a fényes jövő felé vezető utat jelentik.